# West Indies Cricket Team in Indien in der Saison 1978/79
Die Tour des West Indies Cricket Teams nach Indien in der Saison 1978/79 fand vom 1. Dezember 1978 bis zum 8. Februar 1979 statt. Die internationale Cricket-Tour war Bestandteil der Internationalen Cricket-Saison 1978/79 und umfasste sechs Tests. Indien gewann die Serie 1–0.

## Vorgeschichte
Indien spielte zuvor eine Tour in Pakistan, für die West Indies war es die erste Tour der Saison.
Das letzte Aufeinandertreffen der beiden Mannschaften bei einer Tour fand in der Saison 1975/76 in den West Indies statt.

## Stadien
Die folgenden Stadien wurden für die Tour als Austragungsort vorgesehen.
| Stadion                   | Stadt     | Kapazität | Spiele  |
| ------------------------- | --------- | --------- | ------- |
| M. Chinnaswamy Stadium    | Bangalore | 42.000    | 2. Test |
| M. A. Chidambaram Stadium | Madras    | 46.000    | 4. Test |
| Feroz Shah Kotla          | Delhi     | 48.000    | 5. Test |
| Green Park Stadium        | Kanpur    | 33.000    | 6. Test |
| Eden Gardens              | Kalkutta  | 82.000    | 3. Test |
| Wankhede Stadium          | Bombay    | 33.000    | 1. Test |

## Kaderlisten
Die folgenden Kader wurden benannt.
| Test | Test |
| Indien | West Indies |
| --- | --- |
| - Sunil Gavaskar (K) - Mohinder Amarnath - Bishan Bedi - Bhagwath Chandrasekhar - Chetan Chauhan - Anshuman Gaekwad - Karsan Ghavri - Kapil Dev - Syed Kirmani (wk) - Bobjee Narasimha Rao - Dhiraj Parsana - Dilip Vengsarkar - Srinivas Venkataraghavan - Gundappa Viswanath | - Alvin Kallicharran (K) - Faoud Bacchus - Herbert Chang - Sylvester Clarke - Larry Gomes - Alvin Greenidge - Vanburn Holder - Raphick Jumadeen - Malcolm Marshall - David Murray (wk) - Derick Parry - Norbert Phillip - Sew Shivnarine - Basil Williams |

## Tour Matches
Insgesamt bestritten die West Indies acht Tour Matches.

## Tests

### Erster Test in Bombay
| 1. – 6. Dezember Scorecard | Bombay | Indien 424 (137) & 224-2 (84.5) | – | West Indies 493 (161) |
|                            |        | Remis                           |   |                       |

Die West Indies gewannen den Münzwurf und entschieden sich als Feldmannschaft zu spielen.

### Zweiter Test in Bangalore
| 15. – 20. Dezember Scorecard | Bangalore | West Indies 437 (140) & 200-8 (82) | – | Indien 371 (116.2) |
|                              |           | Remis                              |   |                    |

Die West Indies gewannen den Münzwurf und entschieden sich als Schlagmannschaft zu spielen.

### Dritter Test in Kalkutta
| 29. Dezember – 3. Januar Scorecard | Kalkutta | Indien 300 (104.3) & 361-1d (93) | – | West Indies 327 (117.4) & 191 (105.1) |
|                                    |          | Remis                            |   |                                       |

Indien gewann den Münzwurf und entschied sich als Schlagmannschaft zu spielen.

### Vierter Test in Madras
| 12. – 16. Januar Scorecard | Madras | West Indies 228 (72.5) & 151 (45.5) | – | Indien 255 (83.1) & 125-7 (46.2) |
|                            |        | Indien gewinnt mit 3 Wickets        |   |                                  |

Die West Indies gewannen den Münzwurf und entschieden sich als Schlagmannschaft zu spielen.

### Fünfter Test in Delhi
| 24. – 29. Januar Scorecard | Delhi | Indien 566-8d (142.2) | – | West Indies 172 (56.4) & 179-3 (58) (f/o) |
|                            |       | Remis                 |   |                                           |

Indien gewann den Münzwurf und entschied sich als Schlagmannschaft zu spielen.

### Sechster Test in Kanpur
| 2. – 8. Februar Scorecard | Kanpur | Indien 644-7 (189.4) | – | West Indies 452-8 (148.1) |
|                           |        | Remis                |   |                           |

Indien gewann den Münzwurf und entschied sich als Schlagmannschaft zu spielen.